# James Tyrrell (1642-1718)
Pour les articles homonymes, voir James Tyrrell (homonymie).
James Tyrrell (1642–1718) est un écrivain et historien anglais. 
Né à Londres, il étudia à l'université d'Oxford puis devint avocat en 1666 et juge de paix dans le Buckinghamshire. Se faisant le champion des idées libérales dans la lignée de Thomas Hobbes et de Samuel Pufendorf, il réfuta le Patriarcha de Robert Filmer en écrivant son propre Patriarcha non monarcha en 1681. Il favorisa la révolution de 1688, et composa dans ce but des Dialogues politiques, qui eurent une grande vogue. 
Ami et partisan de John Locke, qui résida un temps chez Tyrrell quand il rédigea ses Two Treatises on Government, il influença la pensée de Locke, et connut même un succès supérieur à celui de Locke aux premiers temps de l'émergence de la pensée Whig.

## Œuvres
- Patriarcha non monarcha, 1681
- A brief disquisition of the law of nature, 1692, qui un abrégé en anglais de De legibus naturae de Richard Cumberland.
- Bibliotheca politica, 1694. Cet ouvrage rassemble les théories constitutionnelles des Whigs.
- Histoire générale de l'Angleterre (5 volumes parus de 1700 à 1704). Cette histoire s'arrête à la fin de Richard V : il y montre que les libertés des peuples ne sont pas des concessions des rois.